# Oonotus interioris
Oonotus interioris es una especie de coleóptero de la familia Lucanidae.

## Distribución geográfica
Habita en Zimbabue.